# Yutong
Zhengzhou Yutong Group Co., Ltd. (скорочено Yutong, китайський традиційний (鄭州宇通客車股份有限公司) спрощений (郑州宇通客车股份有限公司)) — один з найбільших в світі виробників автобусів, розміщена в Чженчжоу, провінція Хенань, Китай. Yutong Bus входить в топ 500 підприємств Китаю і має виробничі потужності для випуску 180 автобусів в день. В виробництві автобусів компанія використовує комплектуючі таких фірм, як MAN, ZF, Wabco, DANA, Cummins, Eaton, Allison, Nissan, Hino.

## Історія
Історія компанії почалася в 1963 році в Чженчжоу, в транспортному вузолі в провінції Хенань, зі створенням цеху по ремонту автобусів (Zhengzhou Bus Repairing Factory). В 1993 році це призвело до створення Zhengzhou Yutong Bus Co., Ltd.; лістинг на Шанхайській фондовій біржі було проведено в 1997 році.
В 2002 році за допомогою договору про ділове співробітництво з німецьким виробником MAN, прискорився процес інтернаціоналізації Yutong; автобусм все більше почали відповідати міжнародним стандартам і поліпшувати глобальні ринкові можливості.
В 2005 році компанія першою з китайських виробників автобусів налогодила складання автобусів методом CKD за кордоном.
В 2013 році продано 56,068 автобусів, з них 3,897 автобусів на альтернативних видах палива.
В 2014 році Yutong продали 61,398 автобусів.

## Продукція
Yutong пропонує повний спектр автобусів, починаючи від 5 м до 25 м які охоплюють різні сектори ринку (туристичні, міжміські, шкільні і міські). Її мережа охоплює понад 130 країн і регіонів (Росія, Саудівська Аравія, Гана, Судан, Куба, Венесуела, Перу, Ізраїль, Македонія, Франція, Сінгапур і Філіппіни і т. д.).

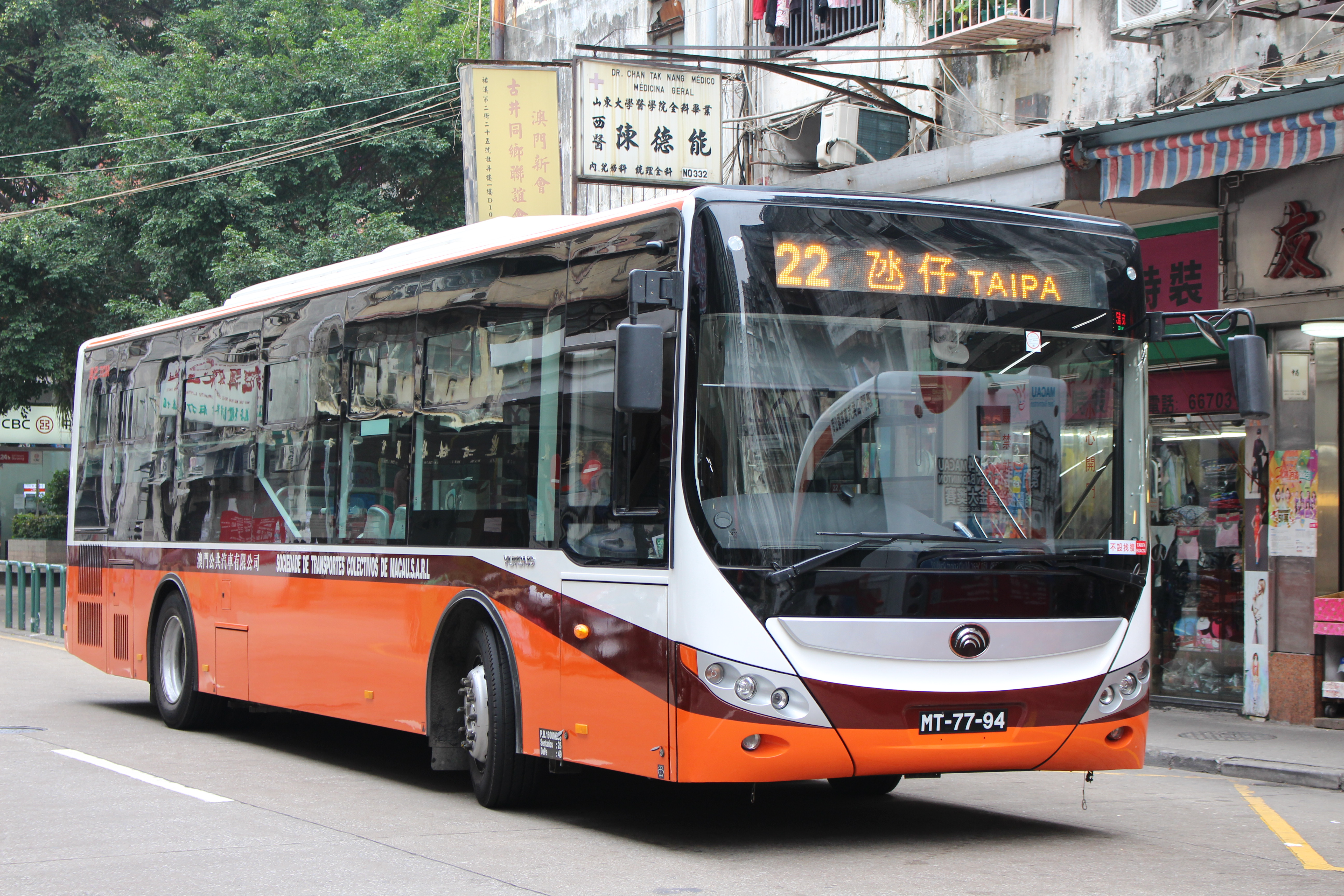
Yutong ZK6118HGE
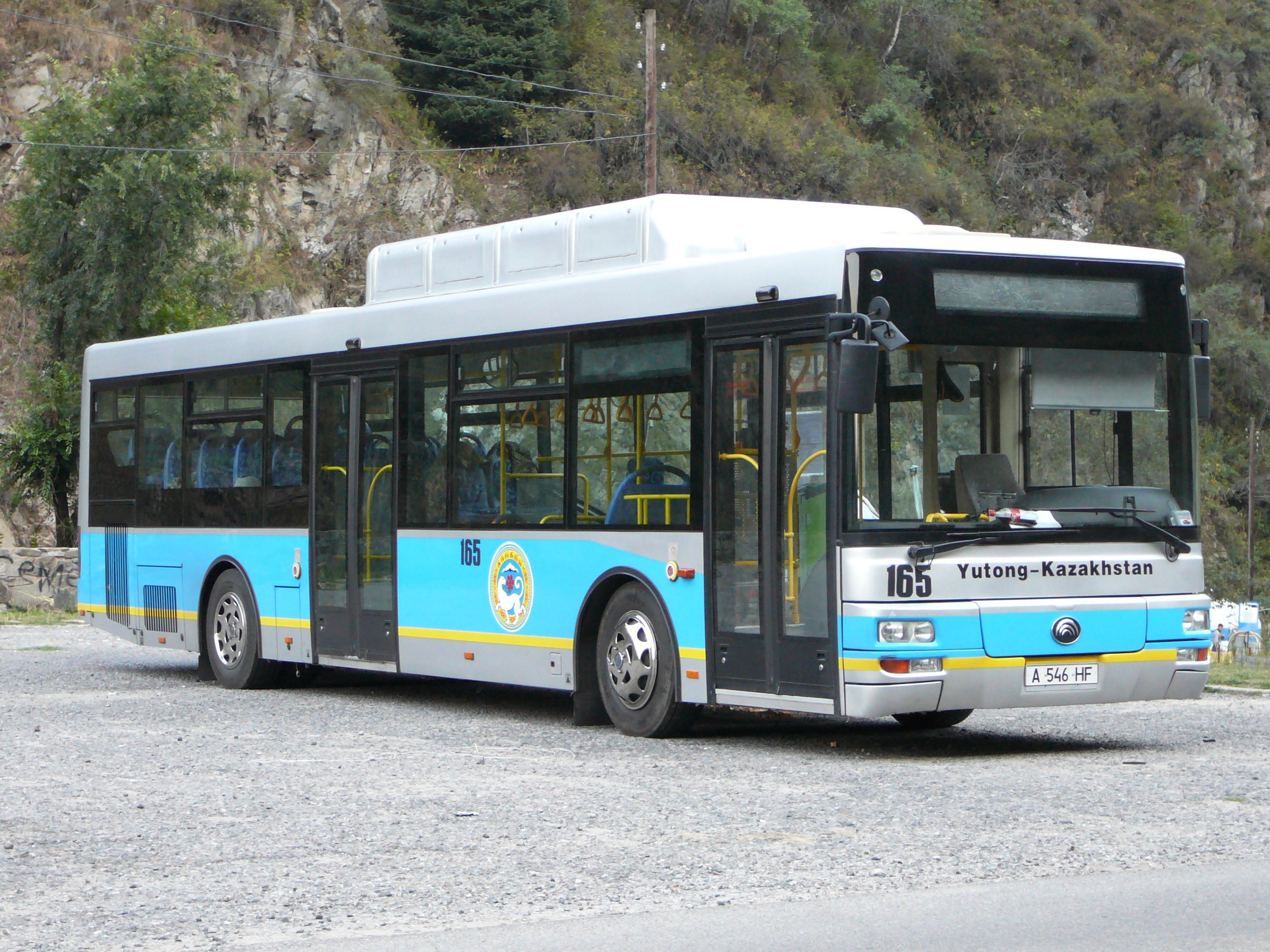
Yutong ZKC120HGM
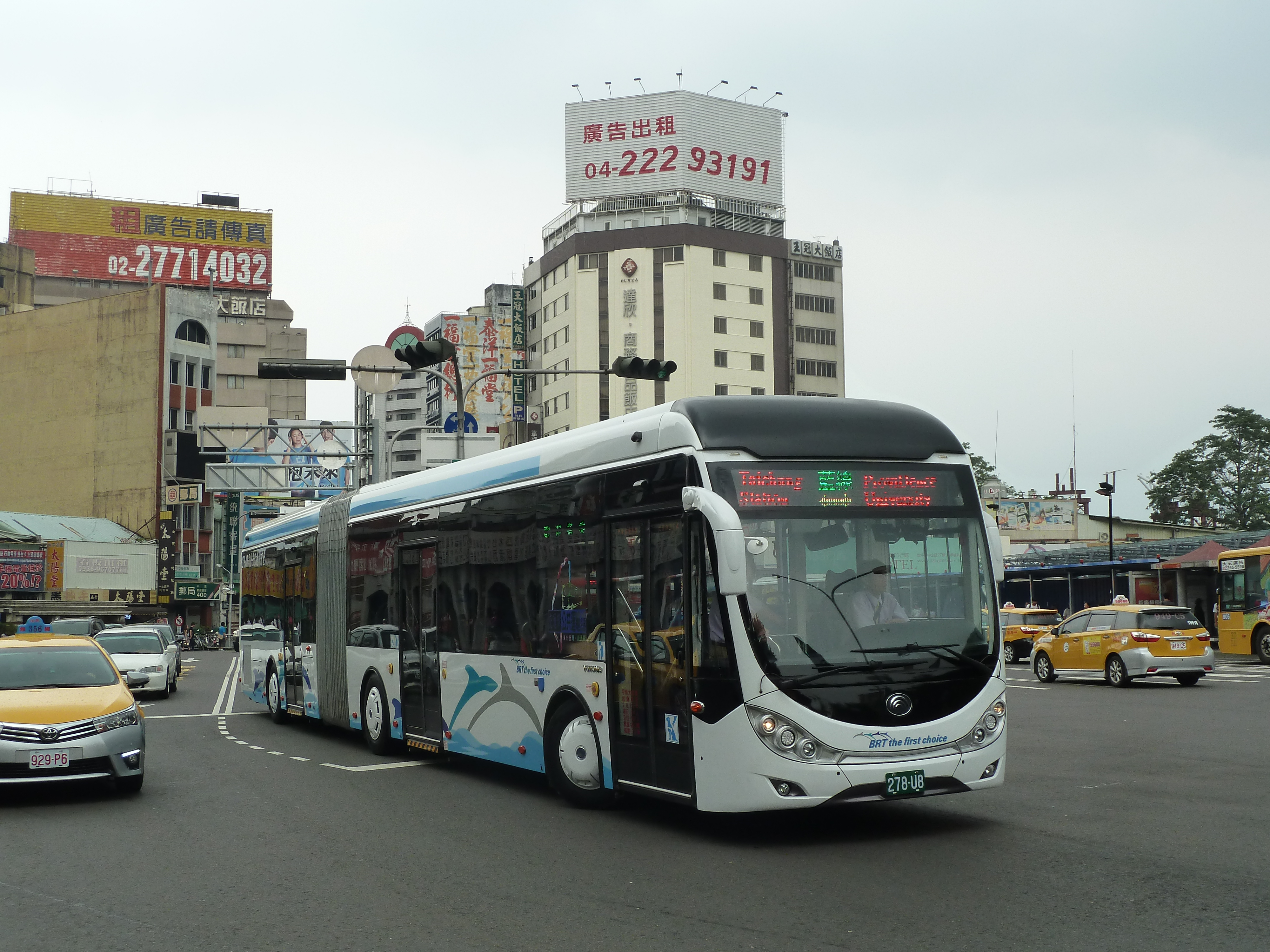
Yutong ZK6180HG
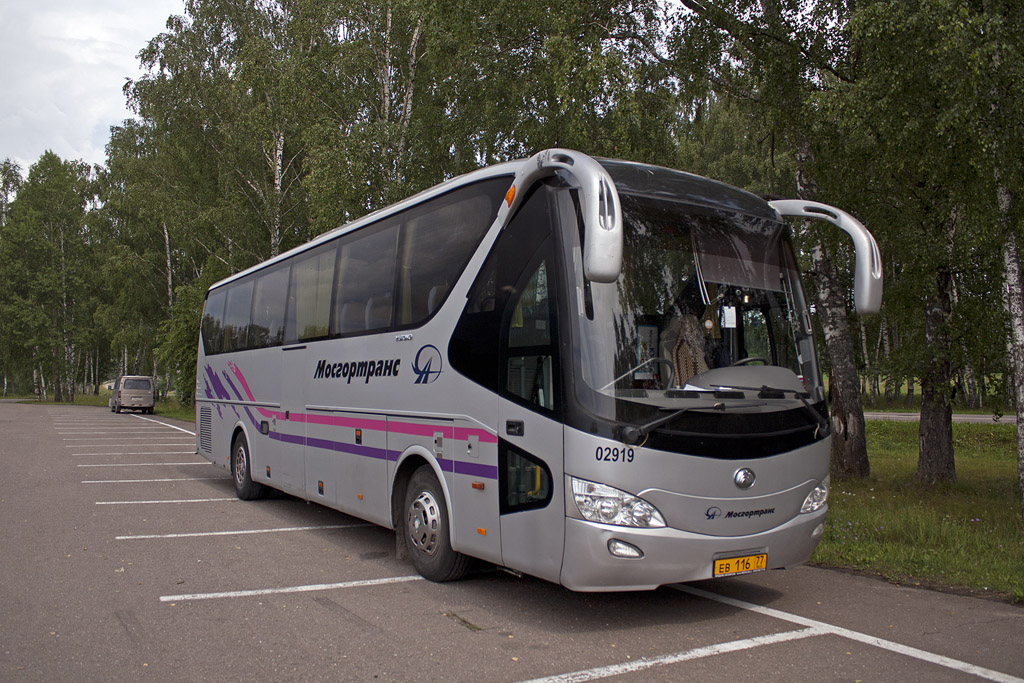
Yutong ZK6129H
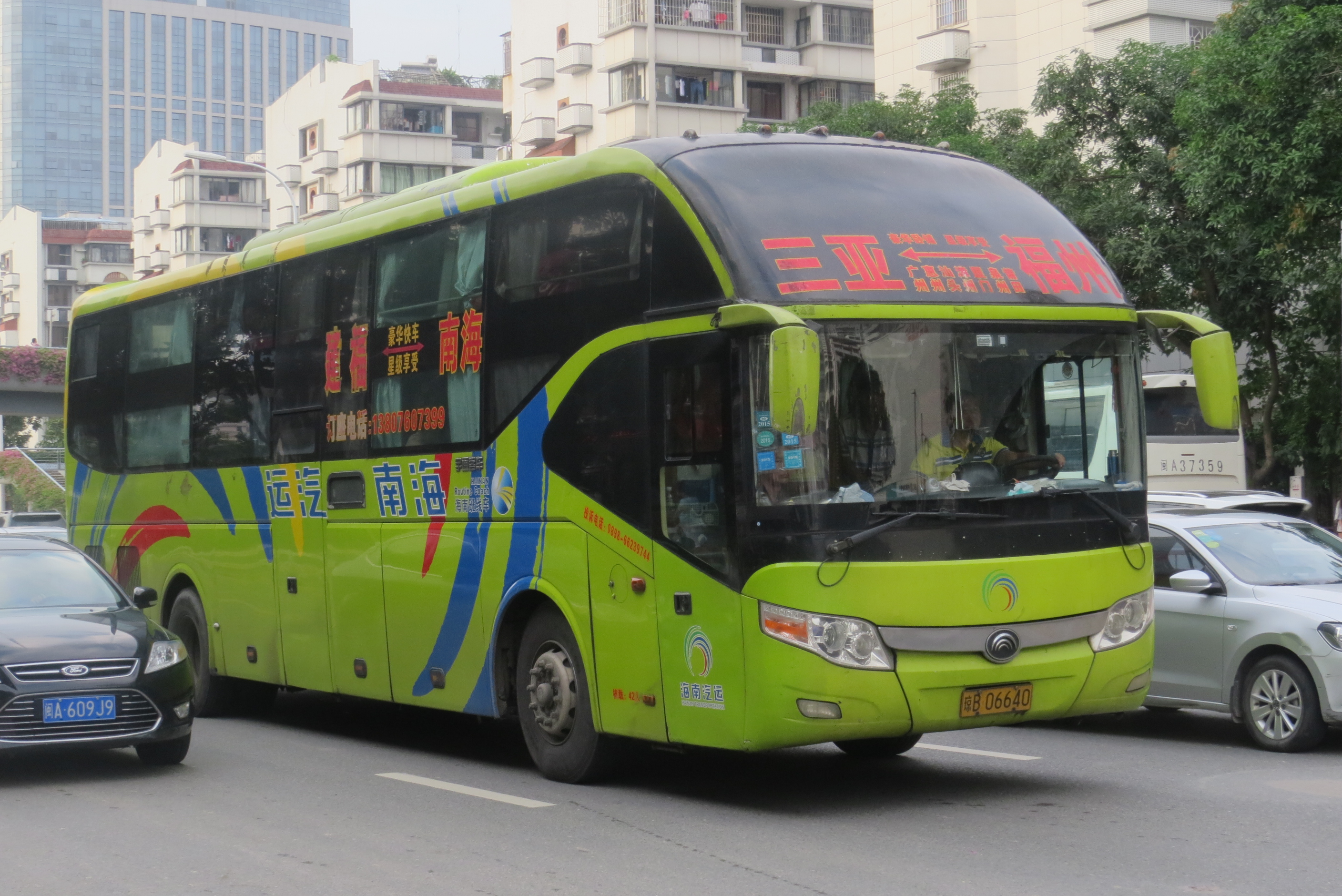
Yutong ZK6147H

1. ↑  Global LEI index